# Francesco Erizzo

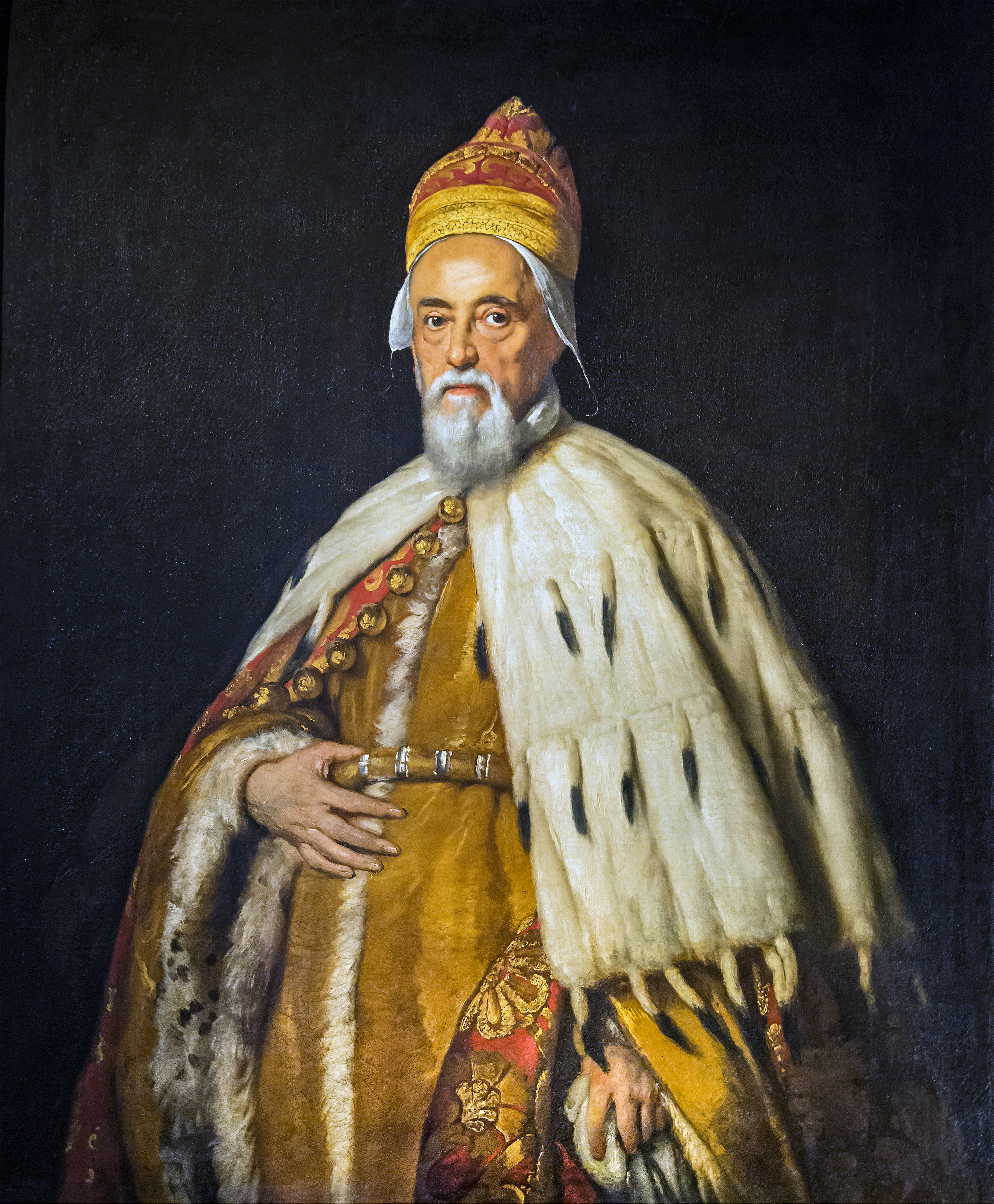
Porträt des Dogen Francesco Erizzo von Bernardo Strozzi, 133 mal 108 cm, um 1635 (seit 1920 in den Gallerie dell’Accademia zu Venedig)

Francesco Erizzo (* 28. Februar 1566 in Venedig; † 3. Januar 1646 ebenda) war, folgt man der staatlich gesteuerten Geschichtsschreibung der Republik Venedig, ihr 98. Doge. Er regierte von 1631 bis 1646.
Nach einer langen politischen und militärischen Laufbahn, die 1590 begonnen hatte, wurde Erizzo zum Dogen gewählt. Dabei wurde er vorrangig in verschiedenste Ämter innerhalb Venedigs gewählt, war aber auch in Dalmatien, der Terraferma und im Friaul tätig. Auch wurde er 1621 als Gesandter nach Innsbruck zu den Habsburgern und 1624 nach Rom zum Papst geschickt.
Bei seinem Amtsantritt wütete die letzte der großen Pestepidemien, die die Stadt seit 1348 immer wieder heimgesucht hatten. Die Stadt verlor durch die Seuche, die 1630 ausgebrochen war und bis zum Herbst 1631 dauerte, fast ein Drittel ihrer Bevölkerung.
1645 begannen die Kämpfe Venedigs mit den Osmanen um Kreta, den wichtigsten Stützpunkt Venedigs, und um die Beherrschung der See im östlichen Mittelmeerraum, die unter Domenico II. Contarini mit dem endgültigen Verlust der Insel endeten. Der Tod verhinderte, dass Erizzo in hohem Alter noch selbst das Oberkommando bei der Verteidigung Kretas übernehmen konnte. Erfolgreicher für die Republik ging der erste Castrokrieg aus, in dem eine Koalition von Florenz, Modena und Venedig die päpstlichen Bestrebungen, das Territorium des Kirchenstaates zu erweitern, verhindern konnte.

## Familie

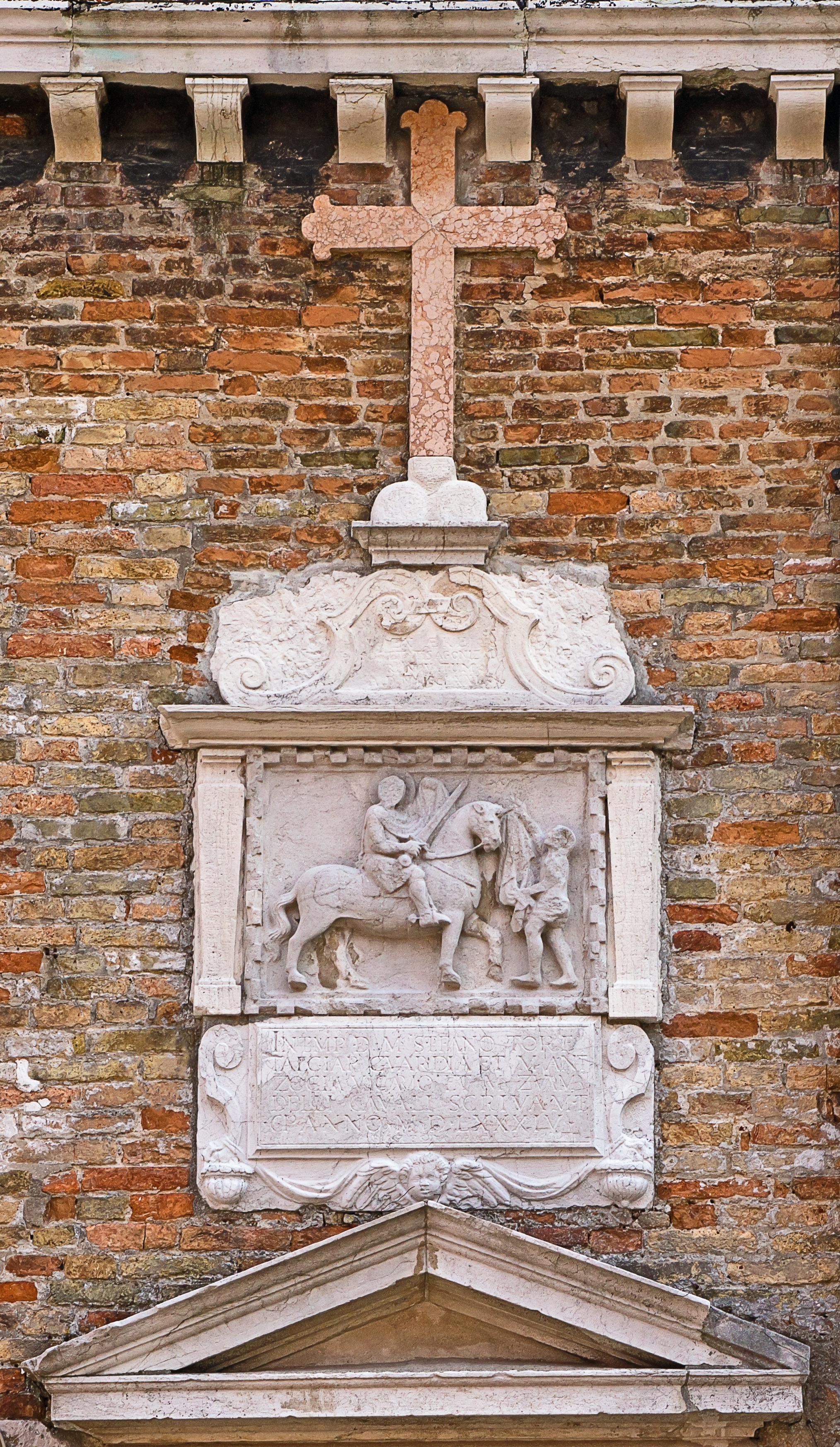
Außenfassade von San Martino mit einer Darstellung des Heiligen von 1584 (ausweislich der Inschrift)

Die Erizzo waren ursprünglich in Istrien ansässig und sind erst seit dem 13. Jahrhundert in Venedig nachgewiesen. Sie waren anlässlich der serrata von 1297 in den Kreis der Patrizier aufgenommen worden, gehörten also zu den case nuove.
Erizzo war der zweite der vier Söhne des Benedetto di Giovanni und der Marina Contarini di Nicolò di Alessandro. Der Familiensitz befand sich in der Gemeinde S. Martino di Castello. Zwar galt die Familie als überaus alt, doch war sie nicht besonders vermögend oder angesehen. Erst gegen Ende der Republik kam sie zu beachtlichem Vermögen. Francesco Erizzo blieb das einzige Familienmitglied, das zu den höchsten Ämtern der Republik Venedig aufstieg. Er selbst hatte nie vor zu heiraten, daher überließ er es seinem jüngeren Bruder Nicolò die Aufgabe, für legitimen Nachwuchs zu sorgen. Dieser heiratete allerdings auch nicht vor 1607. Francesco Erizzo hatte eine illegitime Tochter, die als Nonne im Kloster dello Santo Spirito lebte und den Namen Maria Benedetta trug. Dies geht aus seinem Testament von 1635 hervor, indem er zu ihren Gunsten eine Leibrente verfügte.

## Leben

### Ämterlaufbahn (ab 1590)
Francesco Erizzo wurde am 28. Februar 1566 geboren. Um seinen politischen Lebensweg vorzubereiten, bedurfte er rhetorischer Fertigkeiten, die er im Studium der Philosophie und Rhetorik an der Universität Padua vervollkommnete. Ohne Abschluss kehrte er daher nach Venedig zurück, um sich zwischen April und September 1590 als Savio agli ordini – einer typischen Einstiegsposition – seinem ersten politischen Amt zu widmen. Seine Ämterlaufbahn umfasste mehr als ein halbes Jahrhundert.
Während der Auseinandersetzungen, die die Politik Venedigs bestimmten, nämlich der zwischen den Gegnern des klerikalen und des spanischen Einflusses, den giovani, und deren Befürwortern, den vecchi, nahm Erizzo eine Position zwischen den Polen ein. So erhielt er im Großen Rat auch 1592 eine Mehrheit, um das besagte Amt in der zweiten Jahreshälfte erneut einnehmen zu können, ebenso wie von Oktober 1593 bis März 1594.

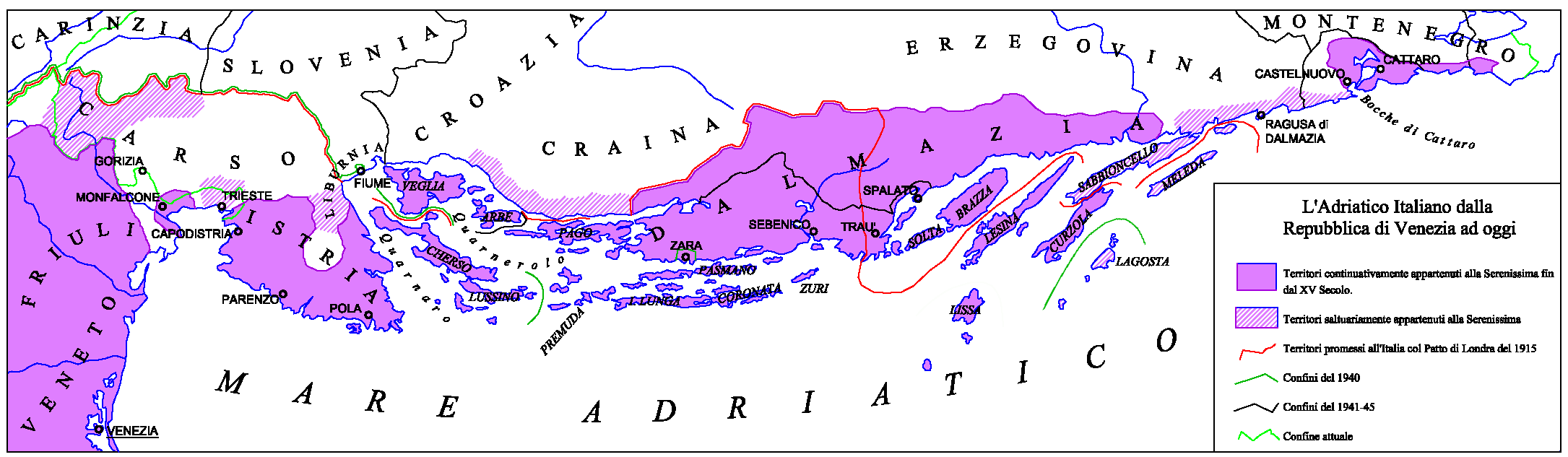
Übersichtskarte des venezianischen Dalmatien und der angrenzenden Gebiete

Das erste bedeutende Amt erlangte er, nachdem er bereits fünf Jahre Erfahrungen gesammelt hatte, am 11. März 1595. Zusammen mit Cristoforo Valier sollte er als Sindaco von Dalmatien, also als eine Art Sondermagistrat zur Beseitigung von Erpressung und Gewalt, der Untersuchung von Gravamina und sonstiger Vergehen gegen die Gesetze, zahlreiche Missstände aufnehmen und versuchen abzustellen. Dazu hatten die beiden Männer die Befugnis, castellani und rettori zu befragen, wie es in den Anweisungen heiß, die sie am 13. Juni erhielten. Die relazione, die die beiden Sondergesandten 1596 vor dem Senat vortrugen, ihr Abschlussbericht, enthält eine ungewöhnlich vielschichtige Beschreibung der Region, die dieser lange, sehr schmale Landstreifen entlang der Ostseite der Adria darstellte. Ihr Bericht beschränkt sich dabei allerdings weitgehend auf eine Darstellung der militärischen Strukturen und der befestigten Städte, von Cattaro über Sebenico, Zara bis hin zu den kleineren Festungsanlagen. Gänzlich andere Schwerpunkte setzte ihre relazione mit Blick auf die Finanzlage, insbesondere die Steuerfrage. Die steuerliche Situation sei, da man nicht mehr wie früher auf die Einnahmen aus den Salinen zählen könne, die zerstört und aufgegeben werden, war desaströs. Zudem leide der neue Hafen von Spalato unter der Konkurrenz von Ancona und Bari. So fassten sie zusammen, dass die Dalmatiner ‚alle arm und fast elend sind, nicht mehr als zwei oder drei Köpfe pro Stadt finden, die bequem leben und sich von den Einkünften ernähren können‘. Dennoch seien sie treue Untertanen. Allerdings schätzten sie die militärische Situation der Grenzregion insofern falsch ein, als die Uskoken, deren Gefährdungspotential sie erkannten, nicht nur für Venedig, sondern auch für das Osmanenreich eine Gefahr darstellten.
Nun folgten zwei Jahre politischer Untätigkeit, die erst mit seiner Entsendung nach Salò als Provveditore und Capitano der Riviera di Brescia endeten. Dieses Amt hatte Erizzo vom 25. Mai 1599 bis zum 24. November 1600 inne, daran anschließend wurde er zum Savio di Terraferma, des oberitalienischen Festlands, das unter venezianischer Herrschaft stand, für die zweite Hälfte der Jahre 1601 bis 1605 gewählt. Auf dem Höhepunkt der Auseinandersetzungen mit dem Papst, als dieser das Interdikt einsetzte, zog er es vor, nicht mehr auf der politischen Bühne zu erscheinen.
Erst am 9. Dezember 1605 nahm er die Wahl zum Statthalter im Friaul an, wo er bis zum Frühjahr 1607 blieb, als er rechtzeitig nach Venedig zurückkehrte, um erneut das Amt des Savio di Terraferma zu übernehmen.
In den Jahren 1608 bis 1610 wechselte er zwischen den Ämtern des besagten Savio di Terraferma und des Zensors mit dem des Savio alla Mercanzia, das er alle drei Jahre innehatte. In dieser Zeit wuchs der Druck englischer und holländischer Händler, am immer noch lukrativen Handel in der Adria und im östlichen Mittelmeer zu partizipieren, stark an.

### Im inneren Kreis

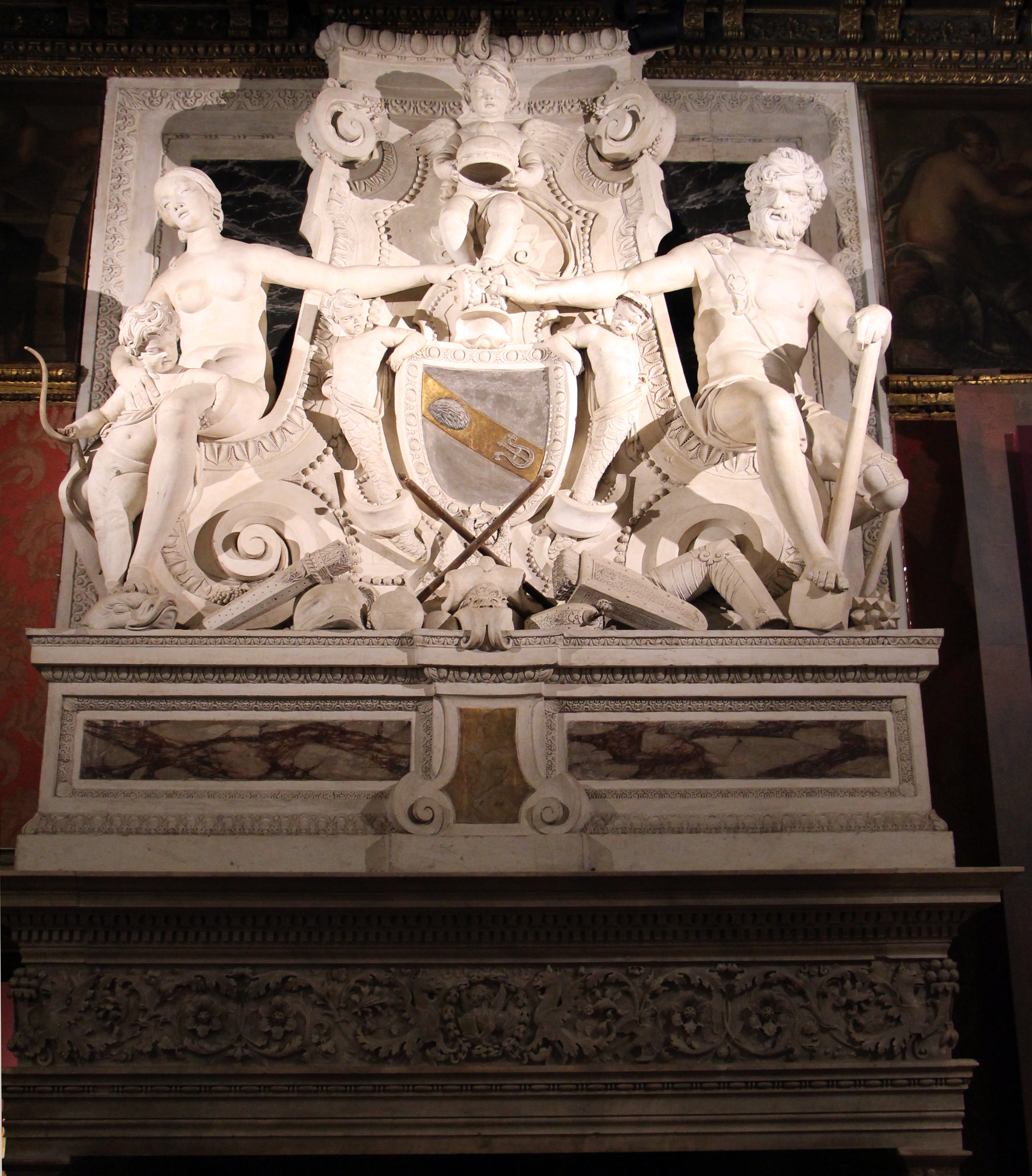
Tullio und Antonio Lombardo schufen um 1506 diesen Kaminaufsatz mit dem Wappen Erizzos in der Sala Erizzo im Dogenpalast

Im Januar 1611 wurde Erizzo in das hochgradig komplexe Amt des Depositars der Münze berufen, woraufhin er dem Rat der Zehn beitrat. Danach war er von April bis September 1612 dreizehn Jahre lang Savio del Consiglio, wobei er die Monate seiner Abwesenheit den Finanzverwaltungsämtern widmete, von denen er manche nur sehr kurzzeitig, mitunter nur für Tage annahm, um dann auf ihn mehr ansprechende Positionen zu wechseln. So war er Sopraprovveditore alle Biave (er beaufsichtigte damit die Getreideversorgung) vom 6. Oktober 1612 bis zum 31. März 1613, dann wieder Depositar von Oktober bis November 1613 und erneut Savio del Consiglio von Oktober 1614 bis März 1615. Daran schloss sich ein Amt als Provveditore sopra i Monti von Juli bis September 1614 an, schließlich als Provveditore in Zecca im Sommer 1615.
Außenpolitisch spitzte sich die Lage an der Grenze gegen Österreich zu, es kam zum Uskokenkrieg (1613/15–1617). Andererseits bedeutete der Vertrag von Asti (1615), dass Venedig seine Truppen nicht mehr auf dem Festland Richtung Mailand konzentrieren musste. Erizzo wurde im Friaul eingesetzt. Am 18. September 1615 wurde er zum Provveditore von Palmanova ernannt, wo er dem Provveditore generale in campo, Pietro Barbarigo, unterstellt war. Erizzo war in der Lage, ihm Männer und Proviant zu verschaffen, wobei er große organisatorische Kompetenz erwies. Er verließ am 18. Juni 1616 die Festung, um nun seinerseits, zusammen mit Giovanni Battista Foscarini, die Rolle des Provveditore in campo zu übernehmen. Doch im Senat erschien seine Kriegsführung zu vorsichtig, sein Amt wurde auf Nicolò Contarini übertragen.
Erizzo hingegen wurde am 14. Januar 1617 zum Provveditore generale in Candia, der Hauptstadt von Kreta gewählt. Doch, wie üblich, wurde ein solches Amt nicht sogleich angetreten. Erizzo blieb zunächst im Friaul, wo er versuchte, Contarini von seinem Handstreich gegen die Festung S. Martino di Cusca abzubringen. Doch dieser sah erst nach dem Scheitern seines Vorhabens, dass Erizzos vorsichtiges Taktieren die bessere Löung war. Contarini bestätigte daher den Mut Erizzos bei der Verteidigung von Meriano gegen eine Attacke der herzoglichen Truppen. Wohl infolge dieser Ereignisse wurde Erizzos Abkommandierung nach Kreta aufgeschoben, dann mit der Wahl zum Provveditore e commissario in campo am 2. November 1617 endgültig aufgehoben. Erizzo ersuchte mehrfach, von dem Friauler Posten endlich abberufen zu werden, den er nun bereits 14 Monate ausfüllte. Am 16. Dezember 1617 wurden ihm die Direktiven übergeben, um bis zum Frühjahr 1618 in der venezianischen Lombardei zu bleiben. Er bewegte sich mit seinen Truppen zwischen Brescia und Crema, wobei ihm vor allem die Aufgabe oblag, die Truppen mit Geld und Proviant zu versorgen.
In Anerkennung seiner Verdienste wurde er am 22. Dezember 1618, wie üblich auf Lebenszeit, zum Prokurator von San Marco de ultra gewählt. Nur fünf Tage später wurde er zum Provveditore dell'armata navale gewählt. Er erhielt den Auftrag, den Capitano generale Lorenzo Venier bei dessen Vorgehen gegen das vom Vizekönig von Neapel in die Adria entsandte Geschwader zu flankieren. Im April 1619 verließ die Flotte Venedig, sie sollte sich in Curzola, wo Venier weitere Truppen sammeln wollte, sammeln, um gegen Apulien vorzugehen. Doch als sie Korfu erreichten, erhielten sie Mitteilung über den bereits abgeschlossenen Frieden.
Nach Venedig zurückgekehrt, übernahm Erizzo für die erste Jahreshälfte 1620 das Amt des Savio del Consiglio, danach wurde er Savio all‘Eresia, war also für Abweichungen von der katholischen Doktrin zuständig. Am 24. November 1620 sollte er sich mit drei Amtskollegen nach Verona begeben, um die dortigen Festungswerke zu inspizieren.
Nun sollte er Botschafter am Hof Kaiser Ferdinands II. in Innsbruck werden, doch die Ereignisse in Böhmen führten zu Verzögerungen, so verzögerte sich seine Abreise bis zum 21. April 1621. Im Mai erreichten die beiden Männer Innsbruck, Erizzo wurde zum Ritter geschlagen (cavaliere). Doch die beiden Männer wurden eher geringschätzig behandelt, mussten in einer Taverne nächtigen, erhielten keinen Besuch, noch nicht einmal eine Erfrischung, wie sie in ihrer relazione klagten.
Nach seiner Rückkehr wurde Erizzo erneut Savio del Consiglio (2. Jahreshälfte 1621), danach wurde er Riformatore dello Studio di Padova. Doch diese Befassung mit der Universität Padua musste er bald aufgeben, denn er wurde am 25. Februar 1622 zum Provveditore generale in Terraferma gewählt, nämlich wegen der Bündner Wirren um die Kontrolle der dortigen Alpenpässe, aber auch um die konfessionelle Ordnung in Graubünden. Er war für 14.000 Fußsoldaten und 2.000 Berittene zuständig. Seine Hauptaufgabe bestand darin, so viele Spione und Informanten wie möglich nach Mantua und in die Schweiz zu schicken und eine enge Kooperation mit dem venezianischen Provveditore in Edolo, Francesco Gradenigo, aufrechtzuerhalten. Am 31. Oktober schrieb Erizzo aus Verona, man könne sich nicht mehr auf die Treue der Untertanen in dem Maße wie einst im Friaul verlassen.
Er betonte seine persönliche Schwäche, um von dem Posten entbunden zu werden. Am Ende des Jahres erhielt er die Erlaubnis, sich für zwei Monate nach Padua zurückzuziehen, aber er blieb noch im April 1623 in der Stadt und war vor allem damit beschäftigt, ärztliche Atteste in seine Heimat zu schicken. So kehrte er nach Venedig zurück, wo er von Juli bis Dezember 1623 als Savio del Consiglio tätig war. In der Zwischenzeit wurde er zusammen mit drei Amtskollegen zum außerordentlichen Gesandten in Rom anlässlich der Besteigung des Papstthrons durch Urban VIII. ernannt.
Doch diesmal verzögerte sich die Abreise sogar um mehr als ein Jahr. Erst am 16. Dezember 1624 kamen die Vier in Rom an. Die Audienz fand drei Tage später statt, jedoch in einer unfreundlichen Atmosphäre, zumal Tirano von den Graubündnern eingenommen worden war, die sich der venezianischen Artillerie bedienen konnten.
Wieder wurde Erizzo Savio del Consiglio, diesmal für das Halbjahr April–September 1625, doch bereits am 15. Mai wurde er zum Sondergesandten nach England gewählt. Er zog es am 19. Juli 1625 jedoch vor, ein zweites Generalat auf der Terraferma anzutreten. Mit dem Tod Vincenzo Gonzagas übernahm die Republik die Verteidigung des Herzogtums Mantua gegen die spanischen Bestrebungen. Erizzo blieb nun von August 1625 bis Juni 1627 damit beschäftigt, den Militärapparat auf der anderen Seite des Mincio zu verstärken, indem er sich zwischen Verona, Brescia und Bergamo bewegte. Von Bergamo teilte er dem Senat im Oktober 1626 lapidar mit, er habe zwei seiner Neffen „in Accademia“ schicken können.
In der zweiten Hälfte 1627 wurde er erneut Savio del Consiglio, wurde am 6. April 1628 erneut zum Provveditore generale auf der Terraferma ernannt, da der zweite Mantuanische Erbfolgekrieg ausgebrochen war. Doch nicht nur dieser Krieg sollte ihn extrem beschäftigen, sondern zudem die 1631 ausbrechende Pest. Weil Erizzo nur wenig erreichen konnte, wurde er am 23. Februar 1630 seines Amtes enthoben und durch Zaccaria Sagredo ersetzt. Es war ihm nicht gelungen, Goito gegen die Spanier zu verteidigen. Sagredo erlitt allerdings bei Valeggio eine schwere Niederlage, so dass der Senat am 1. Juni 1630 beschloss, Erizzo die Geschicke der Truppen anzuvertrauen, die er zu den kaiserlichen Truppen auf Distanz hielt und Mantua seinem Schicksal überließ.
Mit dem Frieden von Regensburg blieb Erizzo als Provveditore in campo, bis er am 10. April 1631 durch zum Dogen gewählt wurde; die Nachricht erreichte ihn in Vicenza, wo er an der Errichtung neuer Festungsanlagen arbeiten sollte.

### Das Dogenamt

#### Wahl, Pest
In einem kurzen Konklave war er in Abwesenheit im ersten Wahlgang mit 44 Stimmen zum Dogen gewählt worden. Nach der eiligen Wahl fielen die üblichen Feiern zur Investitur des Dogen aus, da die Stadt mit der Pest und ihren Folgen beschäftigt war. Die ersten Monate seiner Amtszeit waren vollständig durch die Seuche bestimmt, der so zahlreiche Venezianer zum Opfer fielen, dass die Bestattung der Leichen kaum zu bewältigen war. Die erste große Feier fand nach Abflauen der Pest mit einer Prozession über eine Schiffsbrücke zu einer provisorischen Kapelle statt, die am Platz der geplanten Votivkirche Santa Maria della Salute gegenüber dem Dogenpalast errichtet worden war. Erizzo konnte schließlich das Ende der Pest verkünden. Die üblichen Panegyriken wurden abgefasst und an den europäischen Höfen verbreitet.

#### Der Castrokrieg
Die seit langer Zeit, wenn auch oft latenten Spannungen mit dem Kirchenstaat entluden sich im ersten Castrokrieg, den Papst Urban VIII. auf Betreiben seines Neffen Taddeo Barberini angezettelt hatte. Venedig ergriff zusammen mit Modena und Florenz die Partei des angegriffenen Odoardo I. Farnese, Herzog von Parma, zu dessen Territorium Castro in Latium gehörte. Die spanischen Habsburger, der stete Bündnispartner des Papstes, war durch seine Verwicklung in den Dreißigjährigen Krieg gebunden. Nach einer schweren Niederlage der päpstlichen Truppen in der Schlacht von Lagoscuro kam es zu Friedensverhandlungen und unter Mitwirkung Jules Mazarins 1644 zu einem Friedensvertrag, der für die Kurie wenig ehrenhaft war und ihr Ansehen schädigte. Venedig dagegen hatte Hegemoniebestrebungen Roms erfolgreich abgewehrt.

#### Kampf um Kreta

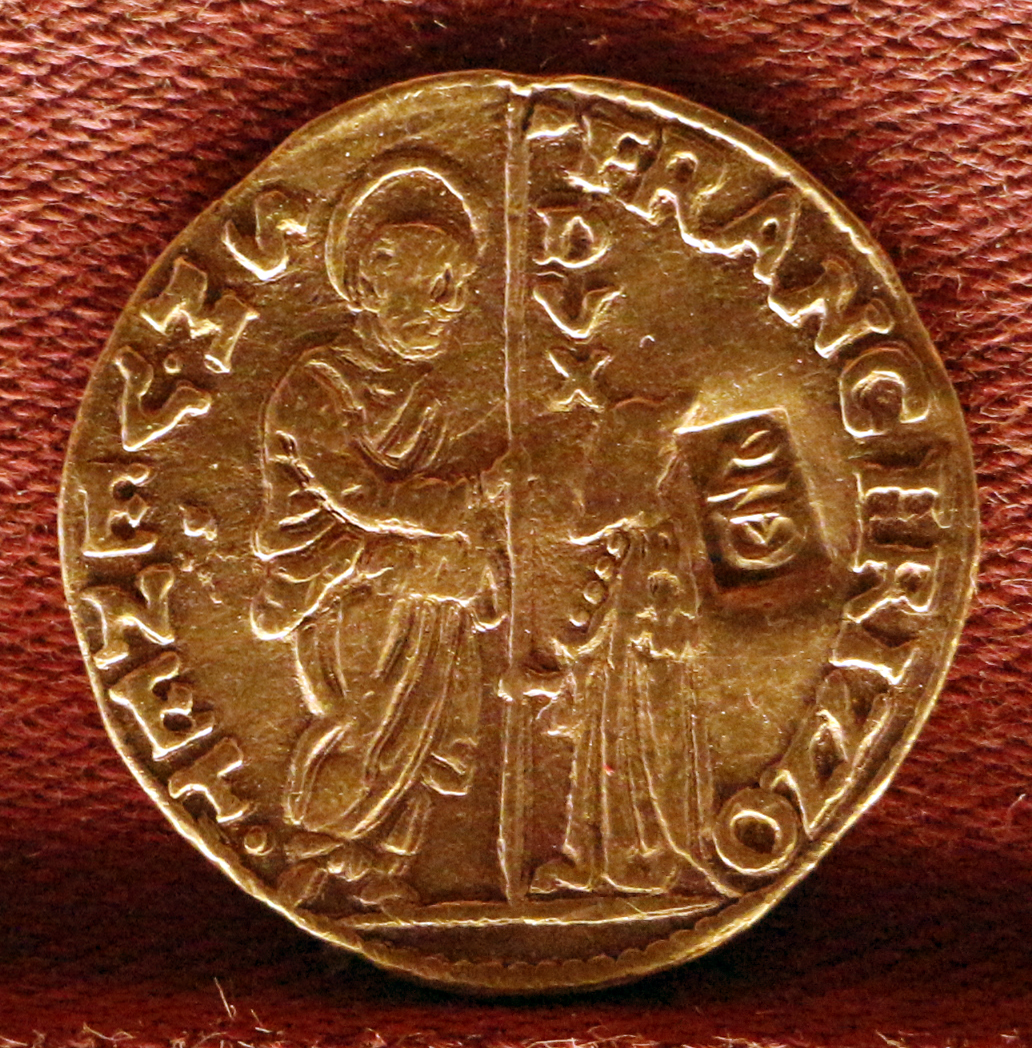
Unter Erizzo geprägter Zecchino mit dem traditionellen knienenden Dogen vor dem hl. Markus, versehen mit einem osmanischen Gegenstempel

Außenpolitisch geriet die Republik nach der Verhaftung des venezianischen Gesandten in Konstantinopel im Jahre 1645 und der Landung türkischer Truppen auf Kreta (Candia) unter schweren Druck. Diplomatie als Venedigs bevorzugtes Mittel der Konfliktbewältigung griff nicht mehr, und es kam zu erbitterten Kampfhandlungen mit den osmanischen Truppen, die sich von Dalmatien bis zu den Dardanellen erstreckten.
Im Sommer 1645 ankerte die osmanische Flotte in der Bucht vor der Festung Canea auf Kreta, die nach einer längeren Belagerung in die Luft gesprengt wurde. Der venezianische Flottenkommandant, allein auf sich gestellt und ohne Hilfe von Koalitionstruppen, wurde zu einem blutigen Rückzug gezwungen. In einem Akt der Verzweiflung und entgegen lange geübter Tradition bot der Senat am 7. Dezember 1645 das persönliche Kommando dem mittlerweile 78-jährigen Dogen. Er nahm zwar an, doch die Aufgabe überstieg seine Kräfte. Erizzo starb bereits einen knappen Monat später.
Schon zu Lebzeiten hatte er sich ein prächtiges Denkmal errichten lassen.

## Grabmal

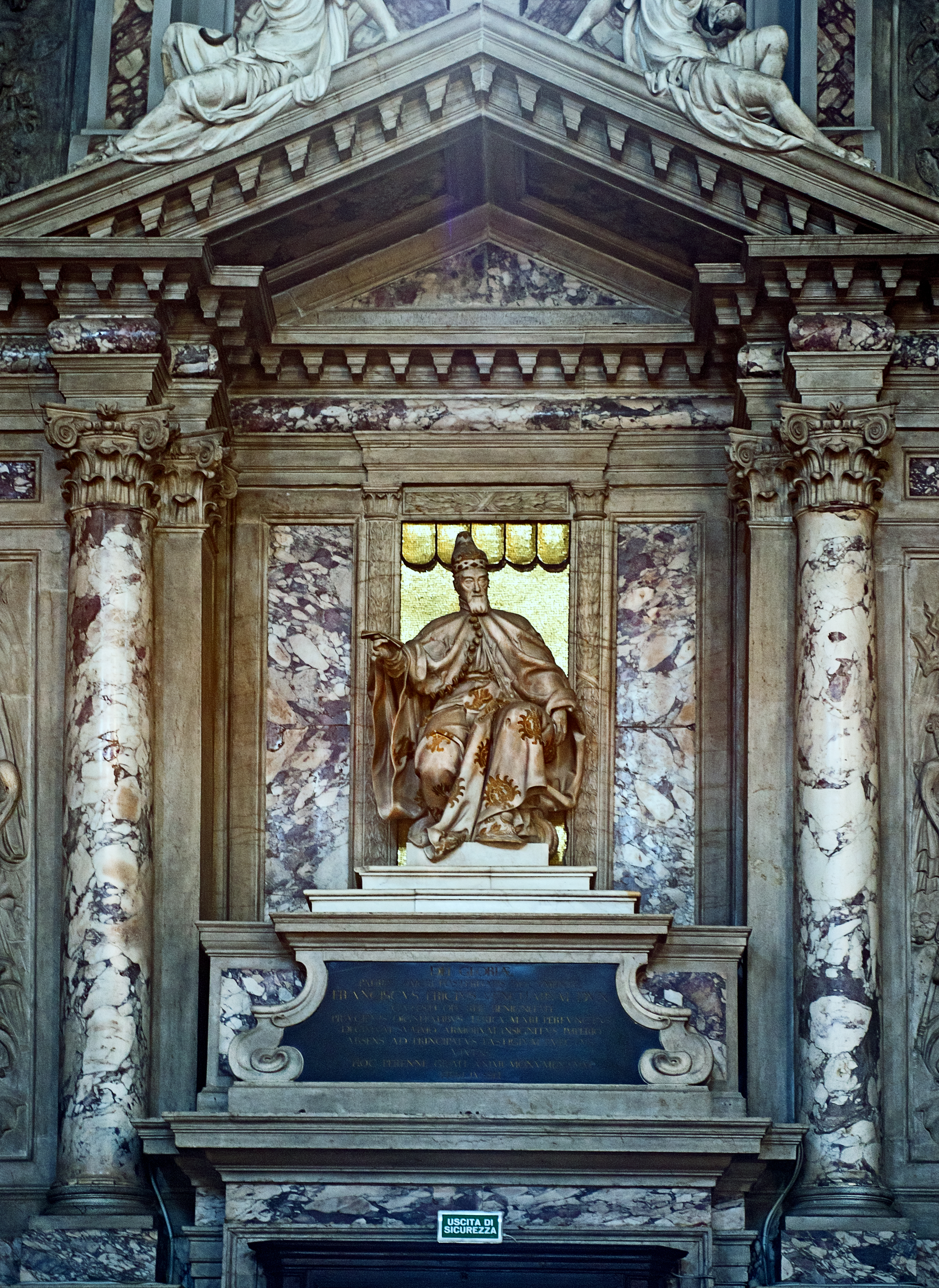
Grabmal für Erizzo in der Kirche San Martino in Castello, unweit des Arsenals

Erizzo wurde in der Kirche San Martino im Stadtteil Castello begraben, während entsprechend seinem Testament sein Herz – gemäß einer bei Herrscherhäusern Europas verbreiteten Sitte, jedoch einmalig in Venedig – im Markusdom beigesetzt wurde. Das monumentale Marmordenkmal von 1633 und die Skulptur des Dogen stammen von dem Trientiner Architekten und Bildhauer Mattia Carneri (fl. 1619–1647). In seinem Testament von 1634 hatte der Doge verfügt, wo sein Grabmal errichtet werden sollte, nämlich „an der rechten Wand des Querschiffs, über der Tür der Seitenfassade, die sich vor dem Palazzo Erizzo (seiner Geburtsstätte) öffnet“, und er erwähnte auch den Architekten Matteo Scaramuzza. Sein Herz wurde im Fußboden der Hauptkapelle des Markusdoms, neben dem Ziborium, unter einer kleinen weißen Marmorplatte mit einem Herzen aus rotem Veroneser Marmor verziert und mit einer Dogenmütze aus weißem und dem Umriss eines Igels aus schwarzem Marmor versehen.